# 纱帽街道
纱帽街道是中华人民共和国湖北省武汉市汉南区的一个街道，是汉南区人民政府驻地。面积78.85平方千米，人口58906人。

## 历史沿革
纱帽街道原属汉阳县陡埠乡，1958年为东城垸农场场部驻地。1978年设立汉南农场管理局，为汉南农场管理局驻地。1984年，设立汉南区，为汉南区政府驻地，设纱帽镇。1997年12月撤销纱帽镇，设立纱帽街道。2001年，大咀乡并入纱帽街道。

## 行政区划
纱帽街道下辖以下地区：
绿苑路社区、朱家山社区、薇湖路社区、滨江路社区、百花街社区、月亮湾社区、廖家堡社区、新兰社区、陡埠村、幸福村、江下村、江上村、周家河村、东风村、大咀村、长江村、东江村和通津村。

## 名胜古迹
- 纱帽山遗址
- 祁家墩遗址
- 纱帽公园（朱家山）

## 教育机构
- 汉南一中
- 汉南二中（汉南区高级职业中学）
- 纱帽中学
- 汉南区育才小学

## 市政道路
- 汉南大道
- 纱帽正街